# Walter Griesbach
Walter Karl Paul Griesbach (7. Mai 1902 in Stettin – 1943 im KZ Sonnenburg) war ein deutscher Kommunist und Widerstandskämpfer im Nationalsozialismus.

## Leben
Walter Griesbach wurde am 7. Mai 1902 in Stettin als Sohn einer Arbeiterfamilie geboren.
Nach dem Besuch der Volksschule in Güstrow und Groß-Upahl im Kreis Güstrow, war er ab 1916 als Hofgänger in der Landwirtschaft unter anderem auf Gut Suckow sowie ab 1918 als ungelernter Arbeiter in Bitterfeld tätig. 1925 kehrte er nach Güstrow zurück und war mit mehreren Unterbrechungen in dem Holzverarbeitungsbetrieb Eilmann & Co. beschäftigt.
Bereits seit 1919 war Griesbach gewerkschaftlich organisiert. 1928 trat er zudem dem Rote Frontkämpferbund (RFB) und 1929 der KPD bei. Darüber hinaus engagierte er sich als Vorsitzender des Erwerbslosenausschusses in Güstrow. Griesbach besuchte ab 1930 Lehrgänge der Unterbezirksparteischule in Schwaan sowie in Plau am See und wurde von dort schon nach kurzer Zeit nach Moskau an die Lenin-Schule delegiert.
Von Oktober 1932 bis März 1933 nahm Griesbach in Moskau unter dem Decknamen „Hermann Kursant“ an einem militärpolitischen Lehrgang teil. Zwischenzeitlich hatten im Deutschen Reich die Nationalsozialisten die Regierung übernommen. Im Sommer 1933 kehrte Griesbach illegal nach Deutschland zurück. Unter dem Namen „Ernst Hamprecht“ lebte er fortan in Berlin und betätigte sich als Kurier der illegalen Landesleitung für den Oberbezirk Süd-West. Er unternahm Reisen nach Kassel, Frankfurt/M., Mannheim, Stuttgart und München und überbrachte gefälschte Pässe und Geldbeträge an illegal arbeitende Funktionäre.
Am 26. März 1935 wurde Walter Griesbach in Berlin verhaftet und anschließend zusammen mit Adolf Rembte, Max Maddalena, Robert Stamm und Käthe Lübeck angeklagt. Am 4. Juni 1937 wurde er vom 2. Senat des Volksgerichtshofs zu 15 Jahren Zuchthaus verurteilt und ins KZ Börgermoor verbracht. Nachdem er dort erneut wegen illegaler Betätigung aufgefallen war, wurde er in das KZ Sonnenburg verlegt. Dort starb Walter Griesbach 1943.

## Nachwirkung
In der DDR wurden verschiedene Organisationen und Institutionen zu Ehren von Walter Griesbach benannt. So trugen die früheren Holzwerke Eilmann & Co. in Güstrow ab 1953 den Namen „Walter-Griesbach-Werk“. In der Folgezeit wurde es als VEB Türenwerke massiv ausgebaut und nach der Wende wieder privatisiert. Nach dem Konkurs steht heute nur noch eine Industrieruine.
Auch die Gewerbliche Berufsschule wurde 1975 in die Kommunale Berufsschule „Walter Griesbach“ umbenannt.
Heute ist in Güstrow noch der Walter-Griesbach-Platz nach ihm benannt.
Ein Nachlassteil befindet sich im Landeshauptarchiv Schwerin.